# Нестеренко Леонід Лаврентійович
Леонід Лаврентійович Нестеренко (17 березня 1910, м. Луганськ — 1987) — український радянський хімік-технолог.

## Біографія
Леонід Нестеренко народився 17 березня 1910 у м. Луганську Катеринославської губернії.
Після закінчення робітничого факультету вступив до Харківського технологічного інституту в 1929 році, який закінчив в 1934 році. Потім працював інженером під час будівництва коксохімичного заводу в Маріуполі. Згодом навчався в аспірантурі, а з 1939 року працював на посаді доцента кафедри пірогенетичних виробництв Харківського хіміко-технологічного інституту.
З вересня 1941 по вересень 1945 був учасником бойових дій під час Другої Світової Війни. З 1953 року працював в Харківському політехнічному інституті, де з 1953 по 1956 року був професором кафедри хімічної технології, з 1961 по 1963 року — проректором з наукової роботи, з 1963 по 1975 року — професором кафедри технології палива. З 1976 займав посаду професора-консультанта.
У 1956—1958 роках був експертом Юнеско з хімичної технології палива, брав участь у створені Бомбейского технологічного інституту. В 1961 році читав лекції з хімії вугілля у Шеффілдському університеті. В 1975 році викладав у Вроцлавському політехнічному інституті та Краківській гірно-металургічної академії у Польщі.
Результати досліджень з теоретичних проблем хімії вугілля опублікував в більш ніж 100 наукових статтях. 12 аспірантів під його керівництвом захистили кандидатські дисертації.
Був нагороджений орденами «Червона Зірка», «Вітчизняної війни II ступеня», «Знак Пошани», медалями «За оборону Сталінграда», «За перемогу над Німеччиною», «За трудову відзнаку» та багатьма іншими.